# Styloxus bicolor
Styloxus bicolor är en skalbaggsart som först beskrevs av Champlain och Knull 1922.  Styloxus bicolor ingår i släktet Styloxus och familjen långhorningar. Inga underarter finns listade i Catalogue of Life.